# Sternarchorhamphus muelleri
Sternarchorhamphus muelleri är en fiskart som först beskrevs av Steindachner, 1881.  Sternarchorhamphus muelleri ingår i släktet Sternarchorhamphus och familjen Apteronotidae. Inga underarter finns listade i Catalogue of Life.